# Khotanatti, Athni
Khotanatti là một làng thuộc tehsil Athni, huyện Belgaum, bang Karnataka, Ấn Độ.